# Hill Climb Racing
Hill Climb Racing è un videogioco di corse 2D per smartphone e computer sviluppato dall'azienda informatica Finlandese Fingersoft.
Il gioco è stato distribuito su Google Play (Android) e App Store (iOS) nel 2012 e su Windows Phone nel 2013.

## Modalità di gioco
Lo scopo principale del gioco è quello di raccogliere più monete possibili durante la guida su sentieri sterrati o impervi tramite l'utilizzo dei comandi: acceleratore (gas) e freno (brake).
I problemi del giocatore sono: finire il carburante, cappottarsi (wipe out), toccare le sporgenze soprastanti o non riuscire a scalare un'altura durante la sessione.
Durante il percorso il giocatore può trovare delle taniche di benzina di colore rosso, queste permettono di fare rifornimento al veicolo per non "morire", fatta eccezione per alcune vetture che per il loro funzionamento non necessitano di carburante, come ad esempio: le auto elettriche e mezzi a trazione animale, dove al posto delle taniche appaiono batterie o covoni di fieno.
Il gioco ha termine quando:
- si esaurisce il carburante dentro il serbatoio.
- viene urtato il terreno sottostante o le sporgenze con l'avatar.
- l'avatar rimane per troppo tempo dentro una pozza di acqua contaminata (solo nella Centrale nucleare e nella fabbrica).
- il veicolo precipita da un edificio (solo su Tetti, neon e Costruzioni).

Le monete possono essere guadagnate eseguendo delle acrobazie o fluttuando nell'aria per parecchio tempo (air time) durante vari livelli, vi sono guadagni extra se vengono sfiorati gli ostacoli con la testa (neck flip), o se viene superata una certa distanza indicata ad inizio livello, "tagliato" il traguardo prestabilito ad inizio sessione, appare in sovraimpressione la prossima distanza da intraprendere per ottenere un guadagno extra.
Ogni livello di gioco cela al proprio interno delle peculiarità proprie, come ad esempio: la presenza di ostacoli mobili che scompaiono al contatto della vettura dell'avatar e la forza di gravità, essa può variare a seconda dello scenario selezionato, queste caratteristiche possono essere di vantaggio o di svantaggio per il giocatore, nel quale sta la capacità di sfruttare gli ostacoli a suo vantaggio per proseguire nel percorso.
Nella schermata di menù i soldi guadagnati durante il gameplay possono essere spesi per acquistare nuovi veicoli e potenziamenti con vari "upgrade" (ad esempio: potenza del motore, trazione integrale, sospensioni, maggior capienza del serbatoio, pneumatici più aderenti al terreno) oppure per sbloccare scenari nuovi.
Da sempre Hill Climb Racing è stato oggetto di molteplici aggiornamenti volti a mantenere fresca l'immagine del gioco, essi variano dalla modernizzazione della grafica, aggiunta di nuovi veicoli e paesaggi nuovi; Degno di nota è l'aggiornamento del dicembre 2016 denominato "Garage" il quale permette al giocatore di creare il proprio veicolo e potenziarlo tramite aggiornamenti ottenibili dopo un tempo prestabilito nel menù principale o da forzieri premio che possono essere acquistati tramite le Gemme, nuova valuta secondaria del gioco, esse sono presenti nei sentieri assieme alle monete, sempre con le gemme si possono acquistare le bombole di protossido di azoto che conferiscono alla vettura una temporanea spinta extra.

## Sviluppo
Hill Climb Racing è il primo videogioco in assoluto sviluppato dalla compagnia scandinava; esso venne ideato da Toni Fingerroos, ovvero il fondatore di Fingersoft, attualmente è il prodotto più noto dell'azienda che funge da mascotte. 

## Sequel
Nel dicembre del 2016 è stato pubblicato il sequel, e si chiama Hill Climb Racing 2.
Si distingue dal suo predecessore sia per la grafica in stile "cartoon" e per il gameplay che integra la modalità multigiocatore.

## Accoglienza
All'indomani del suo lancio ufficiale avvenuto nel 2012, il gioco ha ottenuto recensioni piuttosto favorevoli, nonostante le recensioni positive, alcuni critici tendono a descrivere la grafica del videogioco come: rudimentale, primitiva o poco impressionante se paragonata agli standard odierni nel gameplay, al contrario sono stati elogiati i controlli a due pulsanti semplicistici che ricalcano la pedaliera delle automobili e al modello di monetizzazione.
Nel suo primo anno di attività l'applicazione ha avuto più di 100 milioni di download.
Nel luglio del 2014, il gioco ha superato i 200 milioni di download.
Nel 2018 la serie Hill Climb Racing è diventata la seconda serie finlandese di giochi per dispositivi mobili, dopo Angry Birds, ad aver ottenuto un miliardo di download.
Nel 2017 il Museo Finlandese dei Giochi (Suomen pelimuseo, dedicato anche a giochi non elettronici) lo annoverò tra i suoi primi 100 classici giochi finlandesi.